# Íñigo López Montaña
Íñigo López Montaña (Logroño, La Rioja, España, 23 de julio de 1982) es un exfutbolista español. Jugaba de defensa y se encuentra retirado tras abandonar la U. D. San Sebastián de los Reyes de la Segunda División B de España.

## Trayectoria
Íñigo López nacido en Logroño ascendió a la segunda división en 2010 con la Agrupación Deportiva Alcorcón, llegó tras pasar por Las Rozas, Club Atlético de Madrid "B" y Unión Deportiva San Sebastián de los Reyes. 
Muy querido en el Alcorcón ya que se le considera uno de los héroes del ascenso a la Segunda División de España. Íñigo López decidió poner fin a su ciclo en el club madrileño y fichar por otro ascendido, el Granada C. F.. En un primer momento, el Rayo Vallecano parecía que iba a ser su destino pero el jugador formado en Las Rozas y Atlético de Madrid B se inclinó definitivamente por el equipo entrenado por Fabriciano González. El riojano fue uno de los partícipes del ascenso alcorconero en el último encuentro de la promoción al marcar el tanto soñado ante el Ontinyent.
En 2010 el Granada C. F. anunció la contratación, por dos años más uno opcional, del central Íñigo López, que la temporada anterior consiguió el ascenso a la Liga Adelante en las filas de la A. D. Alcorcón, el club rojiblanco ha tenido que pagar 100.000 euros para poder rescindir el contrato del jugador con el Alcorcón. En el Granada C. F. jugaría la cifra de 91 partidos marcando 8 goles.
El 19 de junio de 2013 fichó como agente libre con el club griego del PAOK Salónica. después de rechazar la renovación de contrato que le ofrecía el Granada C.F.
Al no tener minutos en Grecia, el 23 de enero de 2014 se confirmó su cesión al Celta de Vigo. Para el verano de 2014 fichó por el Córdoba C. F. en su regreso a Primera División.
Tras el descenso con el Córdoba fichó libre por la Sociedad Deportiva Huesca equipo con el que consiguió el ascenso a Primera División. Pese a haber conseguido el ascenso, se marchó al Extremadura Unión Deportiva club que había ascendido a Segunda División. En el mercado invernal fichó por el Real Club Deportivo de La Coruña.
Fue detenido el 28 de mayo de 2019 por un posible amaño de partidos en el que también se detuvo a otros jugadores de fútbol.

## Clubes
| Club                             | País   | Año       |
| -------------------------------- | ------ | --------- |
| C. D. Logroñés                   | España | 2002      |
| Las Rozas C. F.                  | España | 2002-2004 |
| Atlético de Madrid "B"           | España | 2004-2006 |
| U. D. San Sebastián de los Reyes | España | 2006-2007 |
| A. D. Alcorcón                   | España | 2007-2010 |
| Granada C. F.                    | España | 2010-2013 |
| PAOK Salónica FC                 | Grecia | 2013-2014 |
| R. C. Celta de Vigo              | España | 2014      |
| PAOK Salónica FC                 | Grecia | 2014      |
| Córdoba C. F.                    | España | 2014-2015 |
| S. D. Huesca                     | España | 2015-2018 |
| Extremadura UD                   | España | 2018-2019 |
| RC Deportivo de La Coruña        | España | 2019      |
| U. D. San Sebastián de los Reyes | España | 2019-2020 |